# Alyssomyia misera
Alyssomyia misera là một loài ruồi trong họ Asilidae. Alyssomyia misera được Artigas miêu tả năm 1973. Loài này phân bố ở vùng Tân nhiệt đới.